# Spilosoma miserata
Spilosoma miserata là một loài bướm đêm thuộc phân họ Arctiinae, họ Erebidae.